# Mindura signatifrons
Mindura signatifrons är en insektsart som först beskrevs av Walker 1870.  Mindura signatifrons ingår i släktet Mindura och familjen Nogodinidae. Inga underarter finns listade i Catalogue of Life.